# Gouvernement Liinamaa
République de Finlande
Sorsa I  Miettunen II 
Le gouvernement Liinamaa est le 57ème gouvernement de la République de Finlande, qui a siégé 171 jours du 13 juin 1975 au 30 novembre 1975.

## Composition
Le gouvernement est composé des ministres suivants:
| Ministre                                                 | Période              | Parti | Parti |
| -------------------------------------------------------- | -------------------- | ----- | ----- |
| Premier ministre Keijo Liinamaa                          | 5.5.1954- 20.10.1954 |       | amm.  |
| Ministre des Affaires étrangères Olavi J. Mattila        | 5.5.1954- 20.10.1954 |       | amm.  |
| Vice-ministre des Affaires étrangères Arvo Rytkönen      | 5.5.1954- 20.10.1954 |       | amm.  |
| Ministre de la Justice Inkeri Anttila                    | 5.5.1954- 20.10.1954 |       | amm.  |
| Ministre de l'Intérieur Heikki Koski                     | 5.5.1954- 20.10.1954 |       | amm.  |
| vice-Ministre de l'Intérieur Aarno Strömmer              | 5.5.1954- 20.10.1954 |       | amm.  |
| Ministre de la Défense Erkki Huurtamo                    | 5.5.1954- 20.10.1954 |       | amm.  |
| Ministre des Finances Heikki Tuominen                    | 5.5.1954- 20.10.1954 |       | amm.  |
| Vice-Ministre des Finances Teuvo Varjas                  | 5.5.1954- 20.10.1954 |       | amm.  |
| Ministre de l'Éducation Lauri Posti                      | 5.5.1954- 20.10.1954 |       | amm.  |
| Ministre de l'Agriculture Veikko Ihamuotila              | 5.5.1954- 20.10.1954 |       | amm.  |
| Ministre des Transports Esa Timonen                      | 5.5.1954- 20.10.1954 |       | amm.  |
| Ministre du commerce et de l'industrie Arvo Rytkönen     | 5.5.1954- 20.10.1954 |       | amm.  |
| Vicew-Ministre du commerce et de l'industrie Jorma Uitto | 5.5.1954- 20.10.1954 |       | amm.  |
| Ministre des Affaires sociales Alli Lahtinen             | 5.5.1954- 20.10.1954 |       | amm.  |
| Vice-ministre des Affaires sociales Grels Teir           | 5.5.1954- 20.10.1954 |       | amm.  |
| Ministre de l'Emploi Ilmo Paananen                       | 5.5.1954- 20.10.1954 |       | amm.  |
| Ministre au cabinet du Premier Ministre Pekka Ahtiala    | 5.5.1954- 20.10.1954 |       | amm.  |